# Franz Seldte
Franz Seldte (Magdeburgo, 29 giugno 1882 – Fürth, 1º aprile 1947) è stato un politico e militare tedesco.

## Biografia
Figlio di un imprenditore, studiò chimica ed al termine degli studi lavorò nell'impresa paterna, diventando in tal modo abbastanza ricco. Prese parte alla prima guerra mondiale in un reggimento di fanteria e nel 1916, durante una battaglia, perse il braccio sinistro: ricevette di conseguenza numerose onorificenze, tra cui una Croce di Ferro. Terminato il conflitto, il 25 dicembre del 1918 fondò insieme all'amico Theodor Duesterberg l'organizzazione degli elmetti d'acciaio (Stahlhelm), di estrema destra.
Il nuovo movimento aveva molti punti in comune con il Partito Nazista (l'odio contro il comunismo, la teoria dello "spazio vitale", ecc.) e pertanto Seldte, dopo aver tentato un'intesa con il DNVP, si alleò con Adolf Hitler nel 1931. Un anno dopo fece confluire gli Stahlhelm nello NSDAP ed al termine delle vittoriose elezioni venne ricompensato venendo nominato Ministro del Lavoro nel governo Hitler (1933).
Mantenne l'incarico fino al 1945 e, nonostante la sua mancata partecipazione diretta all'Olocausto, firmò numerosi provvedimenti antisemiti, come ad esempio la discriminazione degli ebrei nelle fabbriche. Processato a Norimberga, morì in un ospedale militare statunitense prima di assistere alla sua sentenza.